# Reuters Institute for the Study of Journalism
Das Reuters Institute for the Study of Journalism (RISJ) ist eine britische Denkfabrik, eine mit viel Drittmitteln finanzierte Forschungseinrichtung der Universität Oxford. Forschungsgebiet sind weltweit die Nachrichtenmedien.

## Geschichte
Gegründet wurde das RISJ 2006 als An-Institut, Teil des Department of Politics and International Relations der University of Oxford. Teilgebiete sind neben der wissenschaftlichen Erforschung der Massenmedienentwicklung die Durchführung des Thomson Reuters Journalism Fellowship Programme und die Bereitstellung der Basis für akademische Gastforscher (academic research fellows). Das Institut soll eine Brücke bieten zwischen Medienpraktikern und akademischer Forschung. Regelmäßig werden Seminare, Debatten und Vortragsveranstaltungen geboten sowie eine ausgedehnte Publikationspraxis betrieben. Zur letzteren gehören der jährlich veröffentlichte Digital News Report.
Das bereits 1983 gegründete Thomson Reuters Journalism Fellowship Programme wird in enger Kooperation vom Department of Politics and International Relations und dem Green Templeton College organisiert. Im Laufe der Jahre wurden mehr als 600 Gastforscher (Fellows) aus rund 90 Ländern beherbergt. Die Fellowship steht einer limitierten Anzahl von journalistischen Berufspraktikern offen, deren Erstellung einer wissenschaftlichen Studie zu einem von ihnen selbst vorgeschlagenen und als signifikant genehmigten Thema vom RISJ während des Aufenthalts voll finanziert wird. Zulässige Themengebiete sind: journalistische Praktiken, journalistische Standards, Urheberschaft, Medienpolitik, Geschäftsmodelle im Nachrichtenmedienbereich.

## Strukturen
Das Reuters Institute erhält seine Kernfinanzierung von der Thomson Reuters Foundation sowie zusätzliche Gelder von international tätigen Medienkonzernen, Stiftungen und Wissenschaftsakademien.
Das RISJ ist ein Partnermitglied des European Journalism Observatory, einem internationalen Netzwerk aus elf jeweils sprachbezogenen Forschungseinrichtungen quer durch Europa.
Geschäftsführer des RISJ-Instituts ist (Stand 2020) Rasmus Kleis Nielsen, Leiterin des Journalist Fellowship Programme ist Meera Selva.
Vorsitzender des Steering Committee ist Alan Rusbridger, früherer Chefredakteur und Herausgeber von The Guardian, nun Principal der Lady Margaret Hall an der Universität Oxford. Im Beirat sitzen zum Beispiel Martin Baron von der Washington Post, der indische Medienunternehmer Ritu Kapur, CEO von The Quint, sowie Patience Wheatcroft, Baroness Wheatcroft.

## Belege
1. ↑  Forscherprofil R. Nielsen beim Politikwissenschaftsinstitut der Universität Oxford, abgerufen am 30. September 2020.
2. ↑  reutersinstitute.politics.ox.ac.uk Reuters Institute for the Study of Journalism, Eigendarstellung auf der Webpräsenz des RISJ, abgerufen am 30. September 2020.
3. ↑  Oxford journalism institute aims to bridge trust gap, theguardian.com vom 20. Januar 2006, abgerufen am 30. September 2020.